# Каймановые черепахи
Каймановые черепахи (лат. Chelydridae) — семейство черепах.
Отличительный признак каймановых черепах — небольшой пластрон, имеющий крестообразную форму, длинный хвост (больше половины длины тела), покрытый сверху рядом крупных шиповатых чешуй. Голова и шея покрыты мелкими шиповатыми чешуйками.

## Классификация
Семейство включает два подсемейства — Chelydrinae, распространённое в Америке и включающее два рода, а также Platysterninae, распространённое в Азии и включающее один монотипичный род. Последнее подсемейство обычно рассматривается как отдельное семейство Platysternidae.
- подсемейство Chelydrinae
  - род Chelydra — каймановые черепахи
    - вид Chelydra acutirostris
    - вид Chelydra rossignonii
    - вид Chelydra serpentina — каймановая, или кусающаяся, черепаха

  - род Macroclelys — грифовые черепахи
    - вид Macrochelys temminckii — грифовая черепаха
- подсемейство Platysterninae
  - род Platysternon — большеголовые черепахи
    - вид Platysternon megacephalum — большеголовая черепаха

- -     - род † Chelydropsis[1]

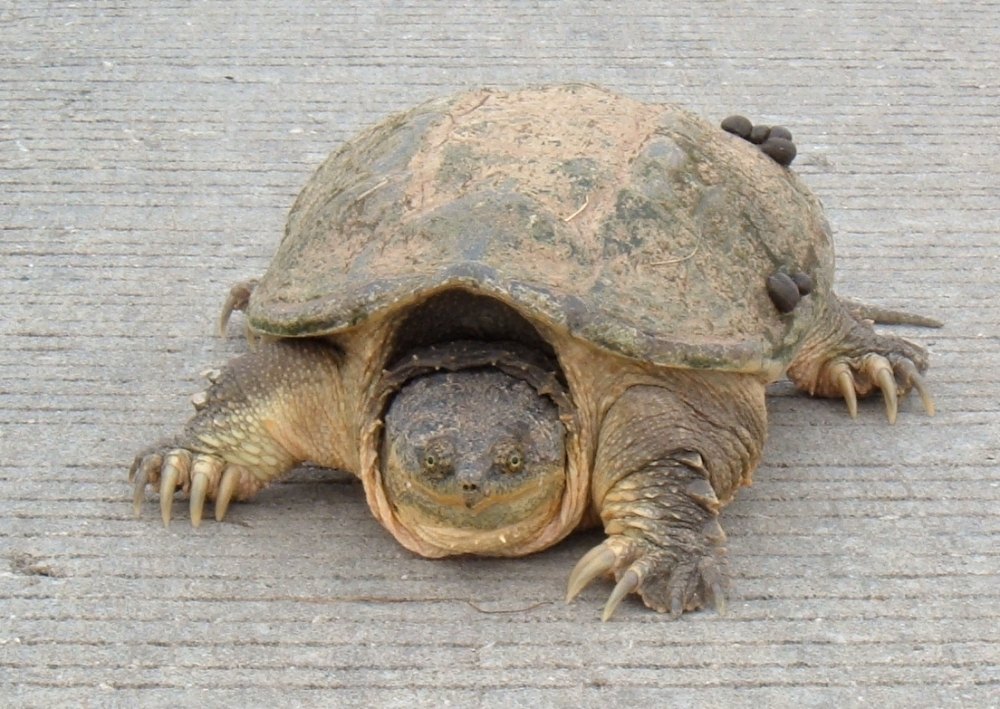
Каймановая черепаха
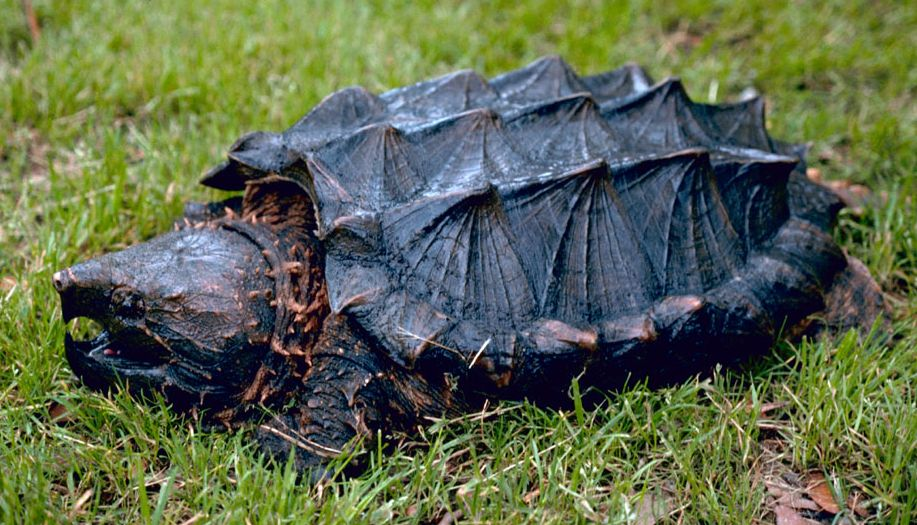
Грифовая черепаха
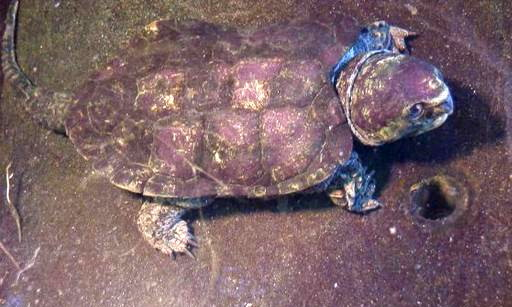
Большеголовая черепаха